# Skrifter av Hjalmar Söderberg
Skrifter av Hjalmar Söderberg är en beskrivning av en rad olika Samlade verk av Hjalmar Söderberg. Hans böcker och skrifter är sammanställda i varierande omfång vid en rad olika tillfällen med början 1908 med Valda sidor och därefter Skrifter från 1919-1921 – den sommar Söderberg fyllde 50 år.
Därefter har flera samlade verk givits ut – De nya berättarna (1927), Samlade verk (1943), Skrifter (1969), Hjalmar Söderbergs skrifter (1977–1978) och det ännu pågående projektet med Hjalmar Söderberg – Samlade skrifter (2012– ), liksom andra smärre eller större samlingar, även på andra språk.

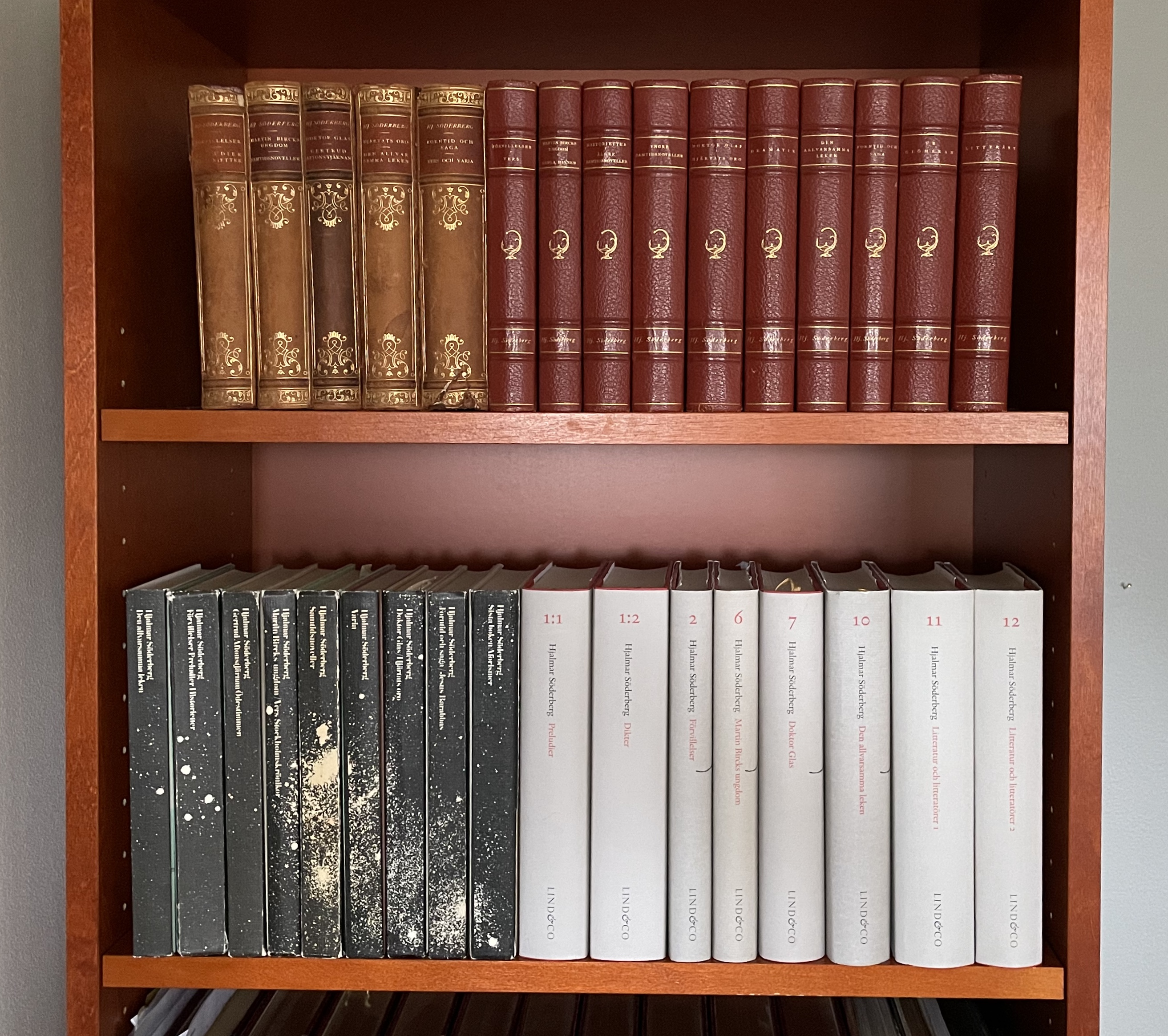
Hjalmar Söderbergs Samlade verk finns i flera utgåvor. Bilden visar fyra av dem – från 1919–21, 1943, 1977–78 och 2012–.

## Valda sidor (1908)

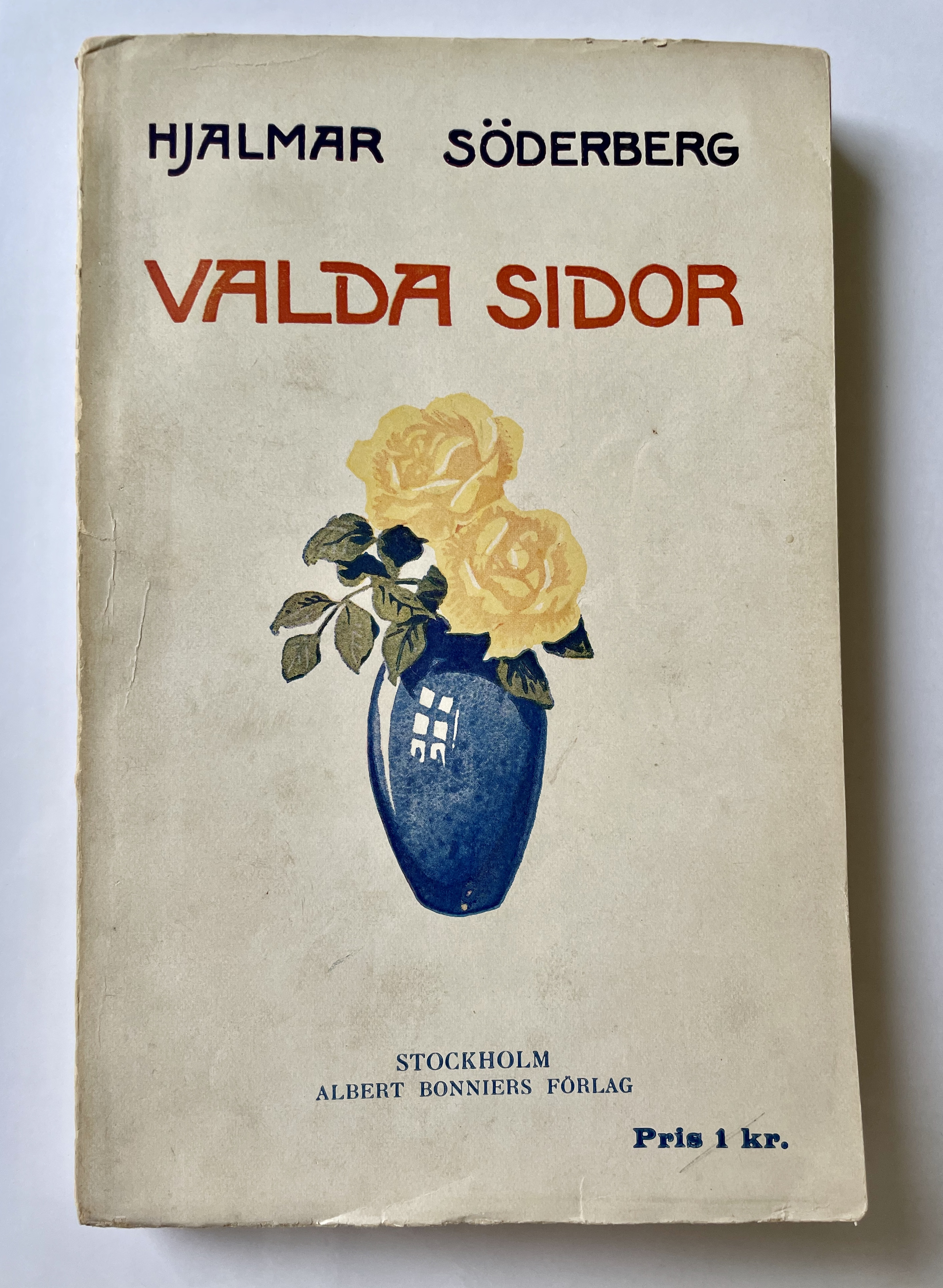
Valda sidor från 1908 är en sammanfattning av Söderbergs dåvarande och utgivna produktion.

Den häftade boken Valda sidor kostade 1 krona. Albert Bonniers Förlag kunde här för en bred läsekrets ge en provkarta på Söderbergs litterära produktion fram till 1908.
Boken innehåller bland annat ett urval av hans ungdomsvers, tio noveller från Historietter, avsnitt ur romanen Martin Bircks ungdom, från novellsamlingen Främlingarna, ur romanen Doktor Glas och från novellsamlingen Det mörknar över vägen samt ett avsnitt ur pjäsen Gertrud.
Något avsnitt ur Förvillelser ansågs inte behövas, då den romanen var allmänt välkänd.

## Skrifter (1919-1921)
Dessa skrifter i tio volymer är utgivna av Bonniers och redigerade av Söderberg själv. De är ofta sammanbundna med två delar i varje band: 1-2, 3-4, 5-6, 7-8 och 9-10.
Innehåll:
- Del 1, Förvillelser. 1919. Libris 344163
- Del 2, Preludier ; Historietter. Stockholm: Bonniers. 1919. Libris 344162
- Del 3, Martin Bircks ungdom : berättelse. Stockholm. 1921. Libris 344164. https://runeberg.org/shskrifter/3/
- Del 4, Samtidsnoveller. 1921. Libris 344161. https://runeberg.org/shskrifter/4/
- Del 5, Doktor Glas : roman. 1921. Libris 344165. https://runeberg.org/shskrifter/5/
- Del 6, Gertrud ; Aftonstjärnan. 1921. Libris 344166. https://runeberg.org/shskrifter/6/
- Del 7, Hjärtats oro. 1920. Libris 344167
- Del 8, Den allvarsamma leken : roman. 1920. Libris 344168
- Del 9, Forntid och saga : (Jahves eld m.m.). 1921. Libris 344169. https://runeberg.org/shskrifter/9/
- Del 10, Vers och varia. 1921. Libris 13415203. https://litteraturbanken.se/f%C3%B6rfattare/S%C3%B6derbergH/titlar/VersOchVaria/sida/3/etext?om-boken

## De nya berättarna (1927)

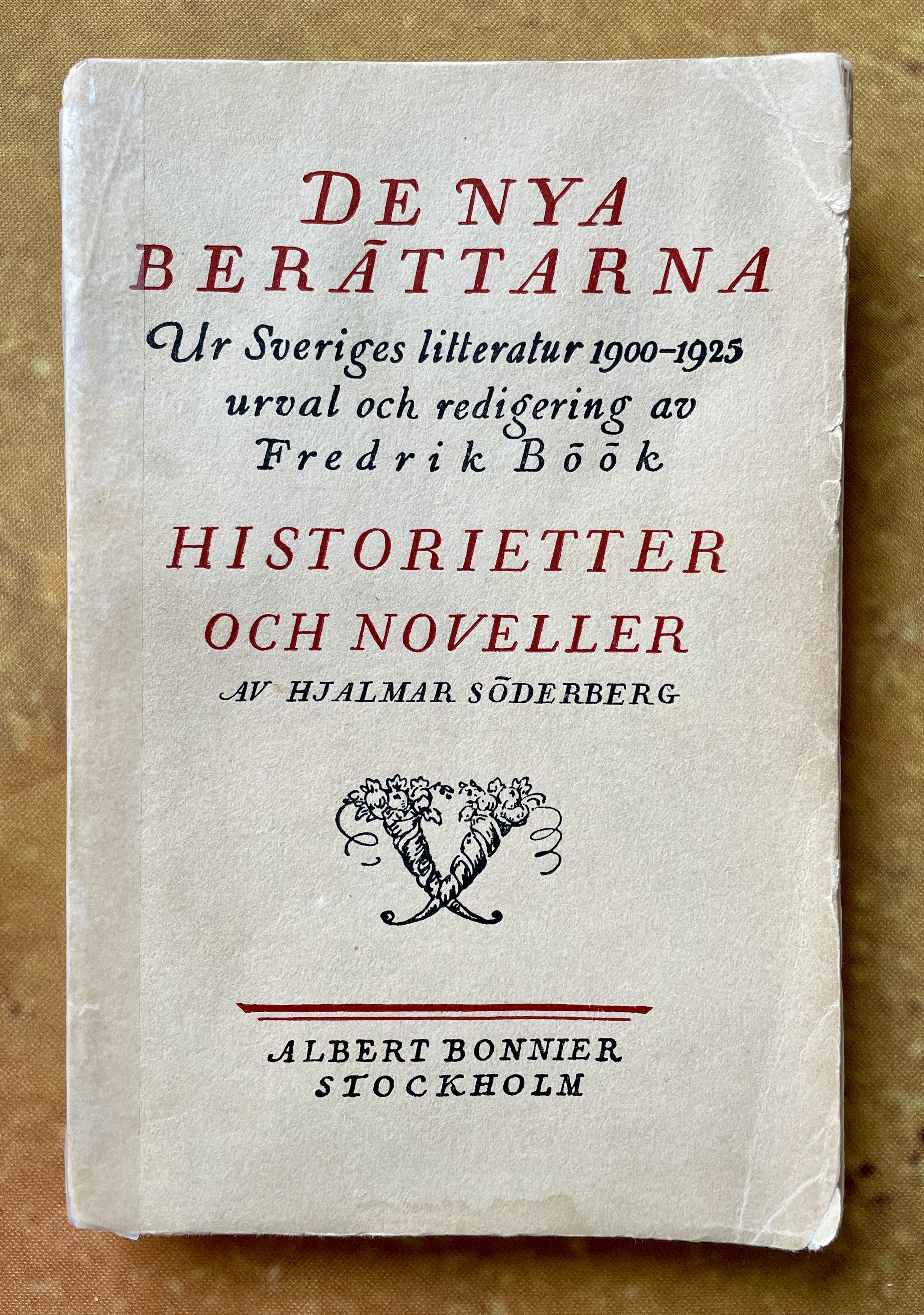
De nya berättarna, Historietter och noveller från 1927 gavs ut på Albert Bonniers Förlag.

Dessa två samlingsvolymer av  De nya berättarna har tillkommit genom urval och redigering av Svenska Akademiens ledamot och professorn i litteraturvetenskap Fredrik Böök. Denne ogillade Söderberg på politiska, moraliska och litterära grunder. Varken Doktor Glas (1905) eller Den allvarsamma leken (1912) finns därför med i dessa två volymer. 
- Historietter och noveller. De nya berättarna. Stockholm: Bonnier. 1927. Libris 1341238 - Urval ur novellsamlingarna Historietter, Främlingarna, Det mörknar öfver vägen och Den talangfulla draken.
- Söderberg, Hjalmar (1927). Förvillelser och Martin Bircks ungdom. De nya berättarna. Stockholm: Bonnier. Libris 1341237

## Samlade verk (1943)

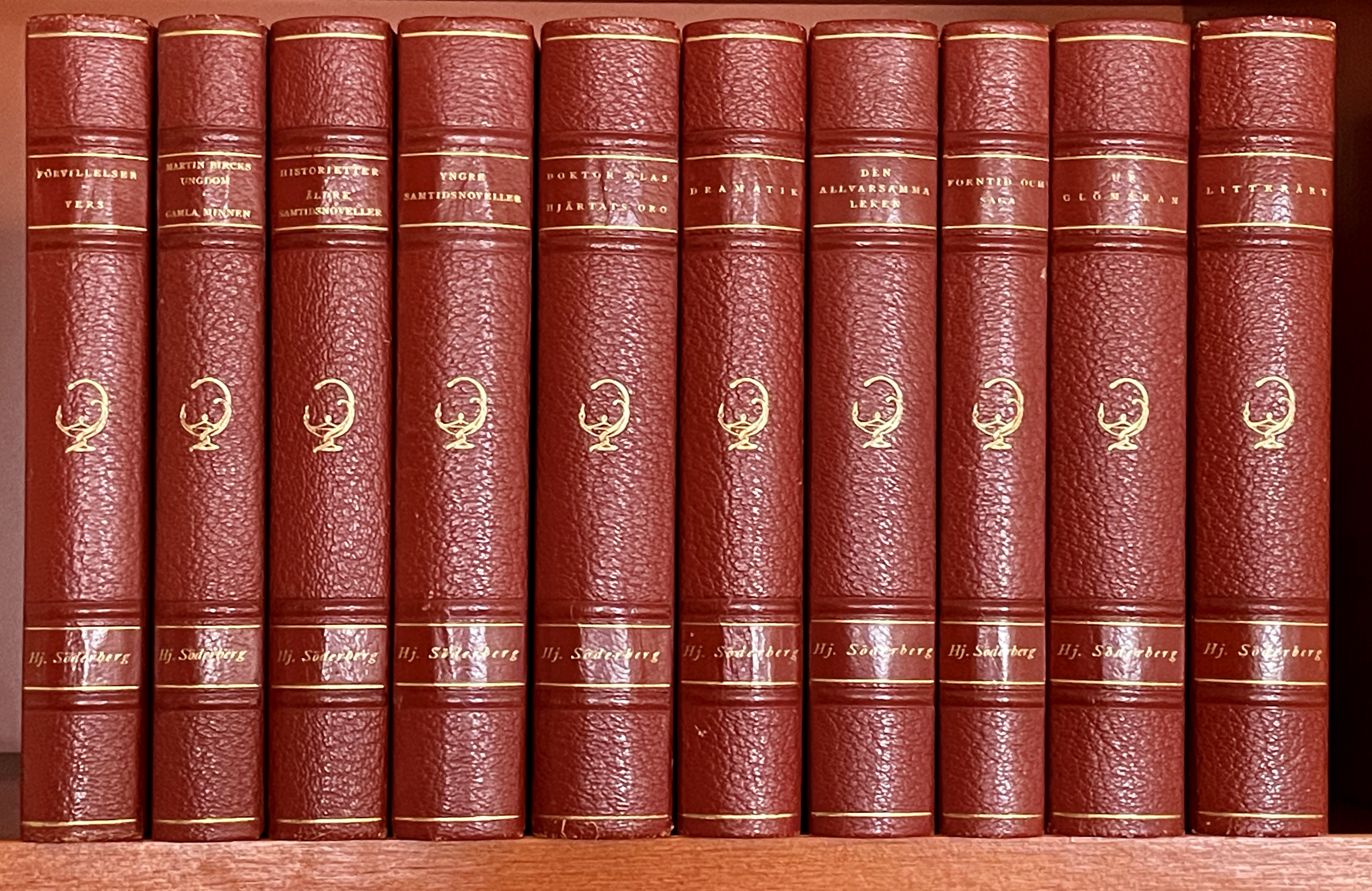
Hjalmar Söderbergs Samlade verk i tio band från år 1943.

Samlade verk från 1943 är utgivna av Albert Bonniers Förlag. De tio volymerna är samlade och kommenterade av Tom Söderberg. Av den litteraturkritik, som Hjalmar Söderberg publicerade före sin debutbok Förvillelser, finns nära hälften med i Samlade verk.
Innehåll:
- Del 1, Förvillelser ; Vers. Libris 1699935
- Del 2, Martin Bircks ungdom ; Gamla minnen. Libris 1699937
- Del 3, Historietter ; Äldre samtidsnoveller. Libris 1699938
- Del 4, Yngre samtidsnoveller. Libris 1699939
- Del 5, Doktor Glas ; Hjärtats oro. Libris 1699940
- Del 6, Dramatik. Libris 8223390
- Del 7, Den allvarsamma leken. Libris 1699942
- Del 8, Forntid och saga. Libris 1699943
- Del 9, Ur glömskan ; Varia 1. Libris 8223391
- Del 10, Litterärt ; Varia 2. Libris 1699936

## Svalans svenska klassiker (1959)
Liksom i Valda sidor är denna bok en provkarta på Hjalmar Söderbergs litterära alster. Valet av bokserien "Svalans svenska klassiker" i Bokklubben Svalan medförde, att upplagan av samlingen kunde öka till över 34 000 exemplar. Förlagsredaktör var Nils Petter Sundgren och Bertil Kumlien utformade omslaget. År 1984 trycktes boken på nytt, men okänt i hur stor upplaga.
- Söderberg, Hjalmar; Nygren Hans, Sundgren Nils Petter (1977[1959]). Martin Bircks ungdom: Gertrud ; Historietter, noveller, vers, varia (32/34. tus.). Stockholm: Bonnier. Libris 7143646. ISBN 9100333158

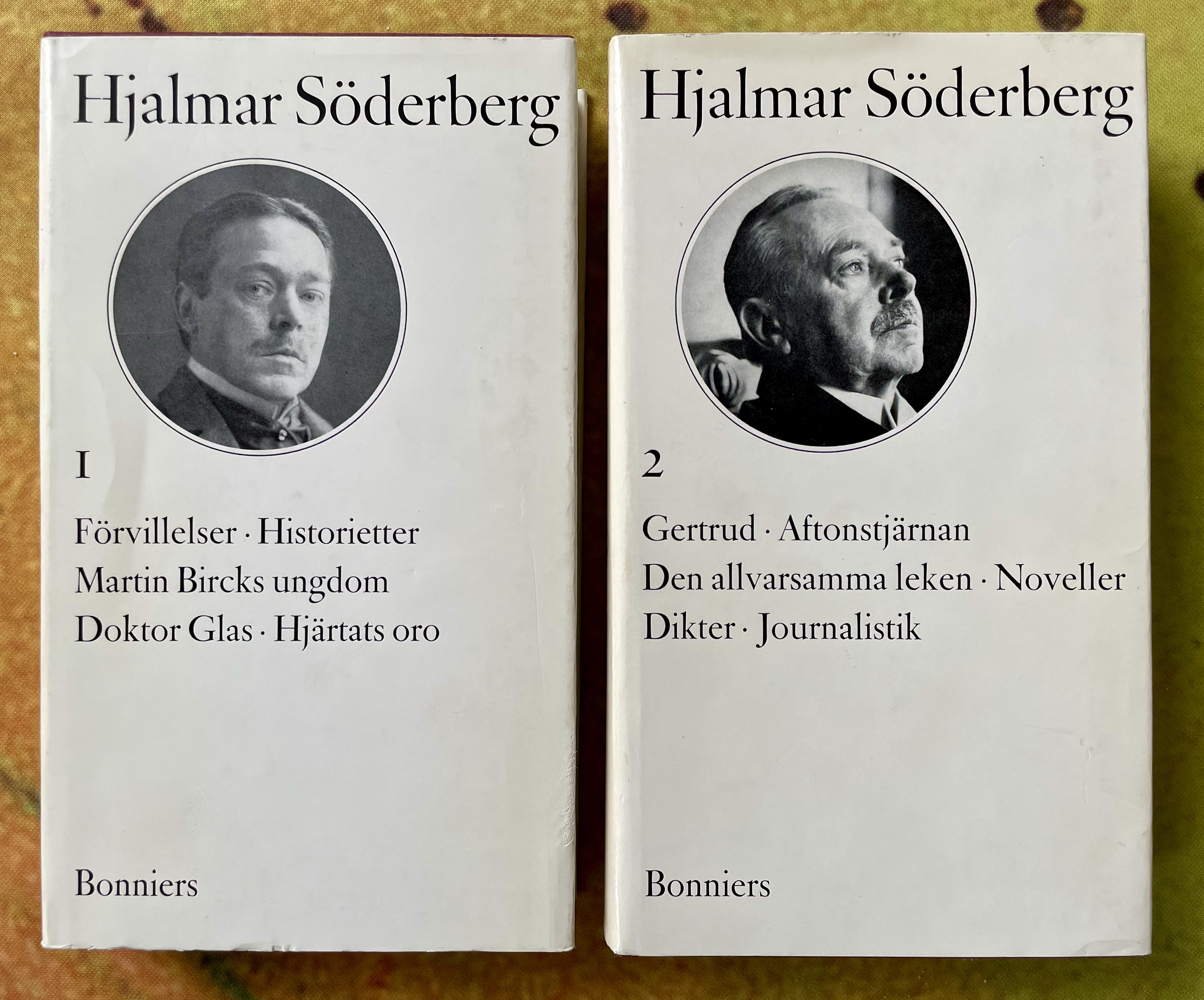
Hundraårsutgåvan av Hjalmar Söderbergs skrifter 1969.jpg

Innehåll:
- Martin Bircks ungdom
- Gertrud
- Historietter
- Noveller
- Vers och Varia

## Skrifter – "Hundraårsutgåvan" (1969)
Skrifter med förord av professor Olle Holmberg gavs ut som ett två-bandsverk av Bonnier 1969 på 100-årsdagen av Hjalmar Söderbergs födelse.
Innehåll:
- Söderberg, Hjalmar (1969). [Skrifter] 1 Förvillelser ; Historietter ; Martin Bircks ungdom ; Doktor Glas ; Hjärtats oro. Stockholm: Bonnier. Libris 13033
- Söderberg, Hjalmar (1969). [Skrifter] 2 Gertrud ; Aftonstjärnan ; Den allvarsamma leken ; Noveller ; Dikter ; Journalistik. Stockholm: Bonnier. Libris 13034

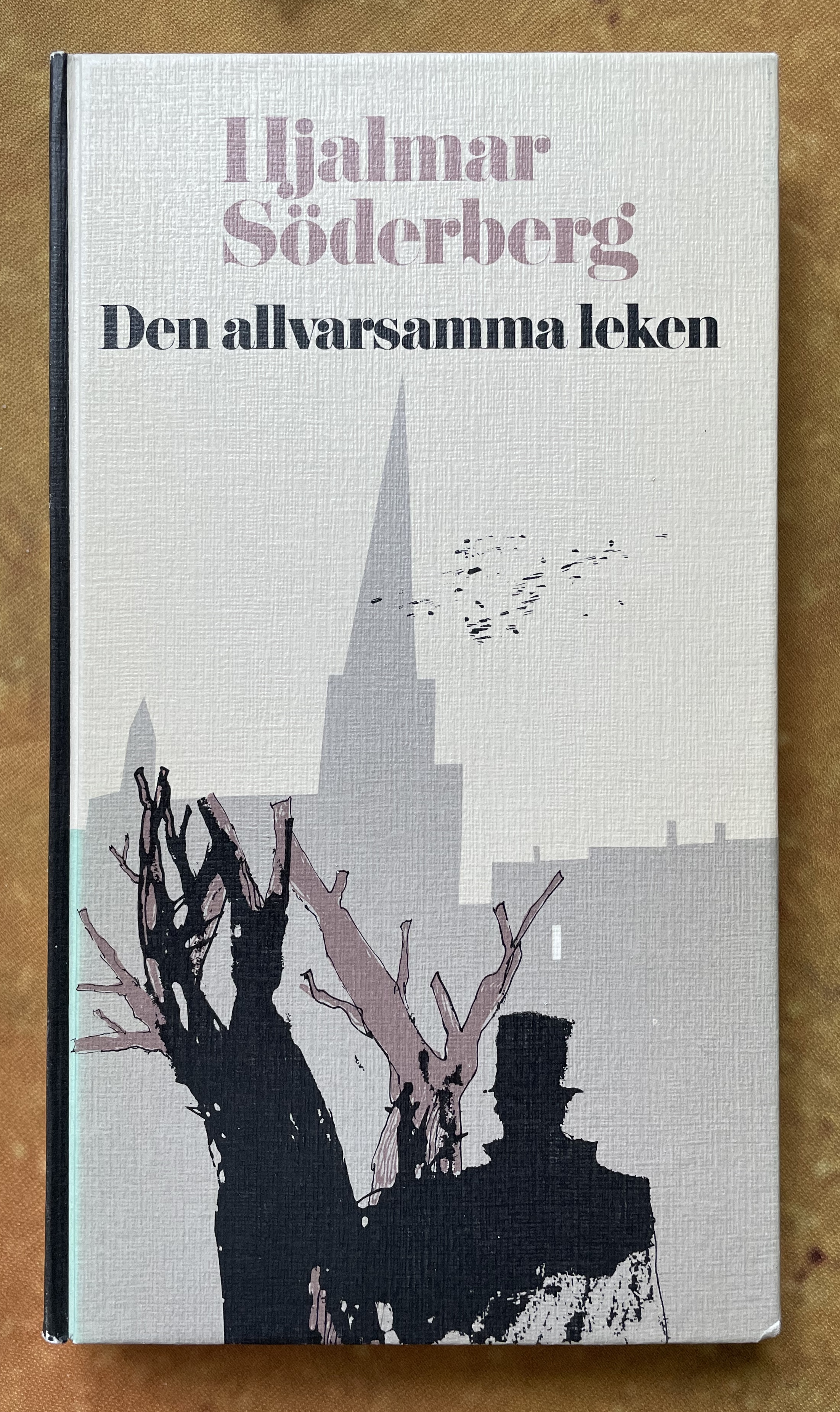
Den allvarsamma leken är den första delen i Libers utgåva av Hjalmar Söderbergs samlade verk.

## Hjalmar Söderbergs skrifter (1977-1978)
Libers utgåva av Hjalmar Söderbergs skrifter i nio volymer initierades av förlagschefen Trygve Carlsson. Han var anställd på förlaget sedan 1976 efter att tidigare ha varit förlagsredaktör på Bonnierägda Forum.
- Hjalmar Söderbergs skrifter / inledning av Per Wästberg ; kommentarer av Tom Söderberg och Hans Levander. Stockholm: Liber Förlag. 1977-1978. Libris 7258776. ISBN 9138036614

Innehåll:
- Den allvarsamma leken. 1977. Libris 7258775. ISBN 9138036606
- Förvillelser : Preludier ; Historietter. 1977. Libris 7258774. ISBN 9138036592
- Gertrud ; Aftonstjärnan ; Ödestimmen. 1977. Libris 7258773. ISBN 9138036584
- Doktor Glas ; Hjärtats oro. 1978. Libris 7258776. ISBN 9138036614
- Forntid och saga ; Jesus Barabbas. 1978. Libris 7258769. ISBN 9138036541
- Martin Bircks ungdom ; Vers ; Stockholmskrönikor. 1978. Libris 7258770. ISBN 913803655X
- Samtidsnoveller. 1978. Libris 7258772. ISBN 9138036576
- Sista boken ; Aforismer. 1978. Libris 7258777. ISBN 9138036622
- Varia. 1978. Libris 7258771. ISBN 9138036568

## Hjalmar Söderberg – Samlade skrifter (2012- )

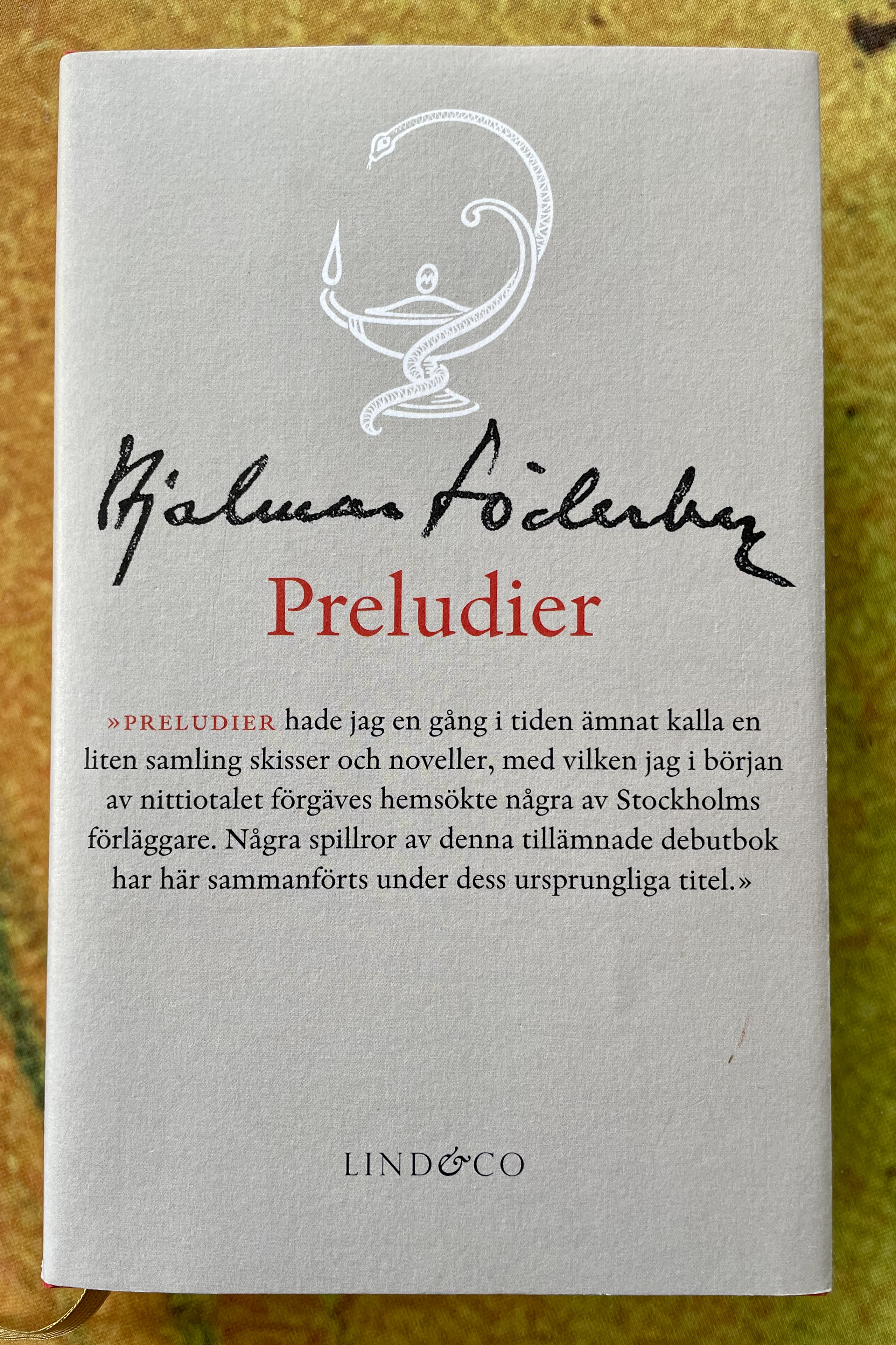
”Preludier”, är del 1:1 av "Hjalmar Söderberg – Samlade skrifter” (2021).

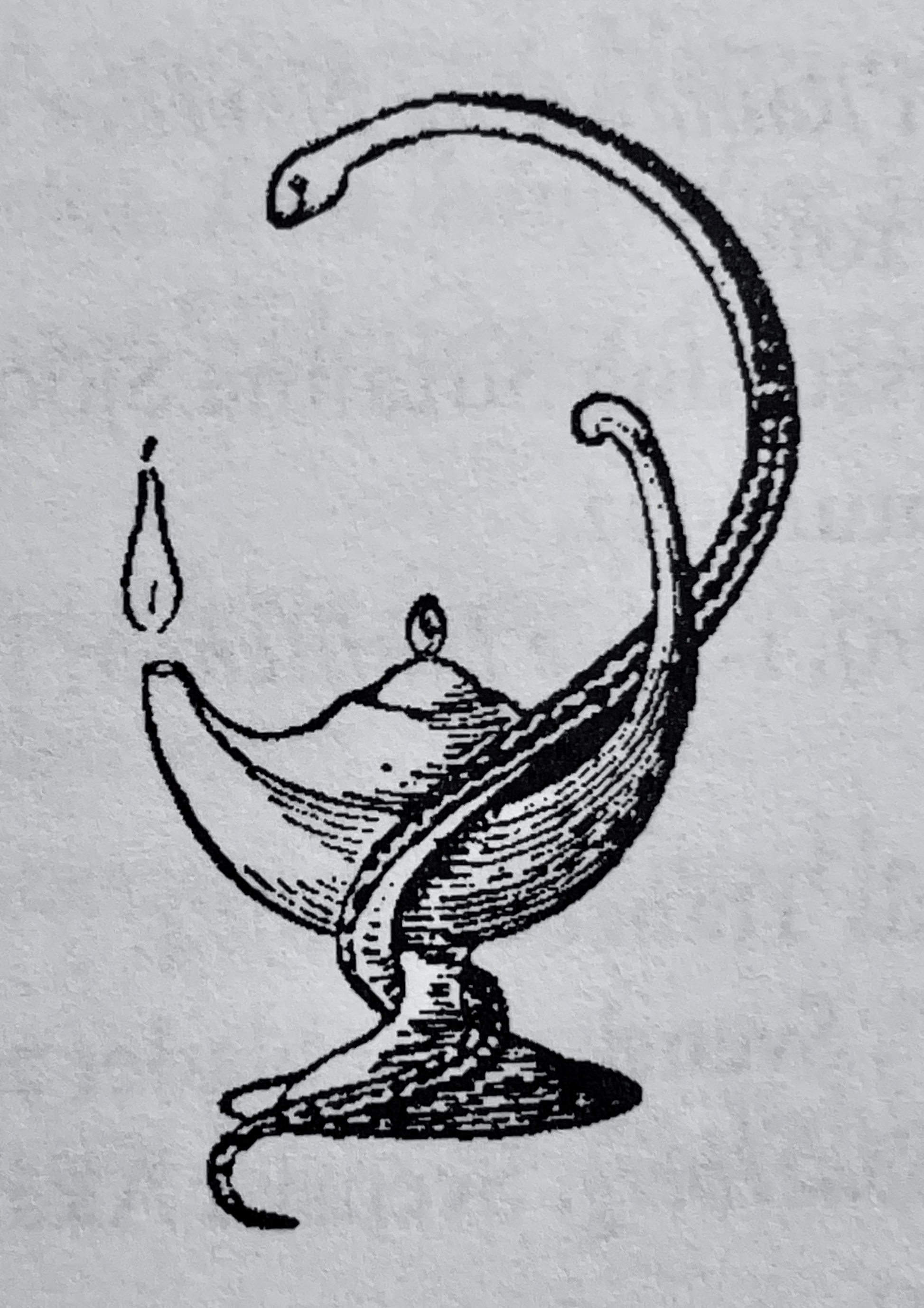
Söderbergs egen vinjett med kopparormen och den tända oljelampan blev från 1903 en form av signatur för hans författarskap – en upplyst litterär värld med Voltaire som förebild.

Från 2012 ger förlaget Lind & Co ut "Hjalmar Söderberg - samlade skrifter" i samarbete med Söderbergsällskapet. Här planerar man att publicera; romaner, noveller och dramatik, så även dikter, kåserier, litteratur-, teater- och samhällskritik samt polemik, liksom religionsforskning och minnen med 17 volymer (18 band). Redaktion för de samlade skrifternas första volymer utgjordes av Bure Holmbäck (sex volymer) och Björn Sahlin (sju volymer). Därefter har Nils O. Sjöstrand ingått i redaktionen och medverkat med fem volymer och Johnny Edström med en volym. De har presenterat Söderbergs författarskap med noter och kommentarer, som fördjupar inblicken i hans värld och tidsperiod. 
Innehåll:
- 23:1:1 Söderberg, Hjalmar; Sahlin Björn, Sjöstrand Nils O. (2021). Preludier: ungdomsnoveller, kåserier samt en tidskommentar 1887-1896. Samlade skrifter / Hjalmar Söderberg ; 1:1 Söderbergsällskapets skriftserie, 1100-4304 ; nr 23:1:1. Stockholm: Lind & Co. Libris 14732161. ISBN 9789185801367
- 23:1:2 Söderberg, Hjalmar; Sahlin Björn, Sjöstrand Nils O., Edström Johnny (2021). Dikter. Söderbergsällskapets skriftserie, 1100-4304 ; nr 23:1:2 Samlade skrifter / Hjalmar Söderberg ; 1:2. Stockholm: Lind & Co. Libris 4h95thcv2qlc6shh. ISBN 9789185801428
- 23:2. Söderberg, Hjalmar; Holmbäck Bure, Sahlin Björn (2012). Förvillelser: berättelse. Söderbergssällskapets skriftserie, 1100-4304 ; 23:2 Samlade skrifter / Hjalmar Söderberg ; 2. Stockholm: Lind & Co. Libris 12163405. ISBN 978-91-85801-35-0
- 23:6. Söderberg, Hjalmar; Holmbäck Bure (2012). Martin Bircks ungdom: berättelse. Söderbergsällskapets skriftserie 1100-4304 23:6 Samlade skrifter / Hjalmar Söderberg ; 6 ([Ny utg.] /redaktör: Bure Holmbäck). Stockholm: Lind & Co. Libris 12767352. ISBN 978-91-85801-39-8
- 23:7. Söderberg, Hjalmar; Holmbäck Bure, Sahlin Björn, Sjöstrand Nils O. (2014). Doktor Glas. Hjalmar Söderbergs samlade skrifter, 1100-4304 ; 23:7 Samlade skrifter / Hjalmar Söderberg ; 7 ([Ny utg.]). Stockholm: Lind & Co. Libris 16260075. ISBN 9789185801404
- 23:10. Söderberg, Hjalmar; Holmbäck Bure, Sahlin Björn (2012). Den allvarsamma leken. Söderbergssällskapets skriftserie, 1100-4304 ; 23:10 Samlade skrifter / Hjalmar Söderberg ; 10. Stockholm: Lind & Co. Libris 12281720. ISBN 978-91-85801-38-1
- 23:11. Söderberg, Hjalmar; Holmbäck Bure, Sahlin Björn, Sjöstrand Nils O. (2017). Litteratur och litteratörer. 1 : Litteraturkritik. Samlade skrifter / Hjalmar Söderberg ; 11Söderbergsällskapets skriftserie, 1100-4304 ; 23:11. Stockholm: Lind & Co. Libris 14732162. ISBN 978-91-85801-37-4
- 23:12. Söderberg, Hjalmar; Holmbäck Bure, Sahlin Björn, Sjöstrand Nils O. (2017). Litteratur och litteratörer. 2, Litteraturkritik. Samlade skrifter / Hjalmar Söderberg ; 12 Söderbergsällskapets skriftserie, 1100-4304 ; 23:12. Stockholm: Lind & Co. Libris 19733205. ISBN 978-91-85801-41-1

## Modernistas urval (2022)
Bokförlaget Modernista har under 2022 gett ut två volymer med ett urval av Söderbergs noveller och romaner.
- Söderberg, Hjalmar (2022). Noveller. Stockholm: Modernista. Libris 0dhg4nkrxrbnlqts. ISBN 9789180235433, Historietter, Preludier, Främlingarna, Det mörknar över vägen, Den talangfulla draken.
- Söderberg, Hjalmar (2022). Romaner. Stockholm: Modernista. Libris jx10n64hgb62l0dv. ISBN 9789180235426, Förvillelser, Martin Bircks ungdom, Doktor Glas, Den allvarsamma leken.

## Övriga urval (1951–2024)
- Prosa. Den svenska prosan. I urval av Örjan Lindberger och Nils Sylvan. Stockholm: Bonnier. 1951. Libris 3110042 - Innehåll: Martin Bircks ungdom ; Historietter ; Tre historietter ; Tre porträtt ; Fan ; En stockholmskrönika från sekelskiftet.
- Doktor Glas : Förvillelser. Bokklubben Svalan. Stockholm: Bonnier. 1954. Libris 1448506
- Martin Bircks ungdom ; Gertrud ; Historietter ; Noveller ; Vers ; Varia. Svalans svenska klassiker, 99-0134162-0. - Bokklubben Svalan, 99-0120395-3. Stockholm: Bonnier. 1959. Libris 502327
- Noveller. 1-2. Bonnierbiblioteket, 99-0144096-3. Stockholm: Bonnier. 1962. Libris 8073234
- Aforismer och maximer / sammanställda av Tom Söderberg... Kammarbiblioteket. Stockholm: Bonnier. 1969. Libris 1200333
- Förvillelser : Historietter ; Martin Bircks ungdom ; Doktor Glas / [urval och inledning: David Gedin]... Sveriges klassiker (Gedin), 99-1303582-1. Stockholm: Gedin. 1992. Libris 7677263. ISBN 9179641121
- Tre noveller. Entimmesboken. [Pocket], 99-0672056-5. Stockholm: Natur & Kultur. 2000. Libris 7231315. ISBN 9127554414 - Innehåll: En grå väst eller Rättvisan i München ; Misstagssonaten ; Med strömmen.
- Söderberg, Hjalmar; Mamonova Valentina, Jachnina Juliana Jakovlevna, Kovalenko Ksenija, Čevkina Ekaterina, Lisovskaja Polina Aleksandrovna (2024) (på ryska). Doktor Glas ; Novellettki. Moskva: Black Sheep Books. Libris 3n2mq3341tz0crkf. ISBN 9785001144373
- Ur arkiven I. Stockholm. The Sublunar Society. 2024. Libris ISBN 9789189518155
- Ur arkiven II. Stockholm. The Sublunar Society. 2024 Libris ISBN 9789189518162